# Тихон (Тайякка)
Митрополи́т Ти́хон (фин. Metropoliitta Tiihon, в миру Вейкко Тайякка, фин. Veikko Tajakka; 28 июля 1928, Суйстамо — 2 августа 2000, Куопио, Финляндия) — епископ Финляндской архиепископии Константинопольского патриархата, митрополит Хельсинкский (1988—1996).

## Биография
Родился 28 июля 1928 года в посёлке Суйстамо, входившим на тот период в состав Финляндии (в 1944 году передан СССР).
В 1953 году женился. В 1954 году окончил православную семинарию и в том же году был последовательно рукоположён во диакона и священника.
В 1962 году овдовел. В том же году окончил обучение в Свято-Сергиевском богословском институте в Париже. Завершил своё богословское образование в Университете Оулу, получив степень бакалавра и лиценциата в области философии.
С 1955 по 1964 годы работал преподавателем православного Закона Божия в школах в приходе Куопио.
С 1964 по 1967 годы был настоятелем церкви в честь св. мч. царицы Александры в православном приходе города Турку, а с 1967 по 1968 год трудился в общецерковной нотариальной службе.
С 1968 по 1984 годы был настоятелем православного прихода в Оулу.
В 1984 году был избран и, по пострижении в монашество в Ново-Валаамском монастыре, 26 мая того же года рукоположен епископом Йоэнсууйским, викарием Карельской епархии.
С 17 марта 1988 года — митрополит Хельсинкский.
В 1990 году защитил докторскую диссертацию в университете Йоэнсуу на тему «Свобода и философское мышление во времена Николая Бердяева».
15 сентября 1990 года в Александро-Невском кафедральном соборе года Таллина участвовал в архиерейской хиротонии Корнилия (Якобса) во епископа Таллиннского.
14 мая 1996 года вынужденно ушёл на покой в связи с онкологическим заболеванием. Все годы лечения провёл в городе Куопио, где и скончался 2 августа 2000 года.
Преподавал Закон Божий в школе и читал лекции в духовной семинарии, также короткое время был настоятелем финского православного прихода в Стокгольме (Швеция). Автор многочисленных статей и публикаций, а также литературный редактор издательского совета.

## Награды
- Орден Святого Агнца I Класса
- Большой крест ордена Св. Иоанна Иерусалимского
- Греческий орден Fenix I класса
- Другие отечественные и иностранные награды